# 信太神社
信太神社（しのだじんじゃ）は、和歌山県橋本市高野口町にある神社。境内にあるクスノキ（信太神社の樟樹）は県指定の天然記念物。

## 概要
当神社は九重・上中・田原・下中の氏神とされ、由緒などについては不詳だが979年（天元2年）、拝殿・御供所・神庫・楼門を改造したと伝わる。伝承では祭神は和泉国の信太の森から勧請されたものともいわれる。地元では土龍（モグラ）封じの神として知られ、この地域にはモグラが絶滅したと伝わる。 1909年（明治42年）2月、村社となる。

### 境内
- 本殿（5社 木造銅板葺造 1社1,62m2）[1]
- 社務所（木造瓦葺平屋造 25,9m2）[1]

## 祭神
- 天照皇大神 (アマテラス)
- 天津彦火々瓊々杵尊 (ニニギ)
- 饒早日尊 (ニギハヤヒ)
- 神倭磐禮彦尊 (神武天皇)
- 磐長比賣命 (イワナガヒメ)

## 天然記念物

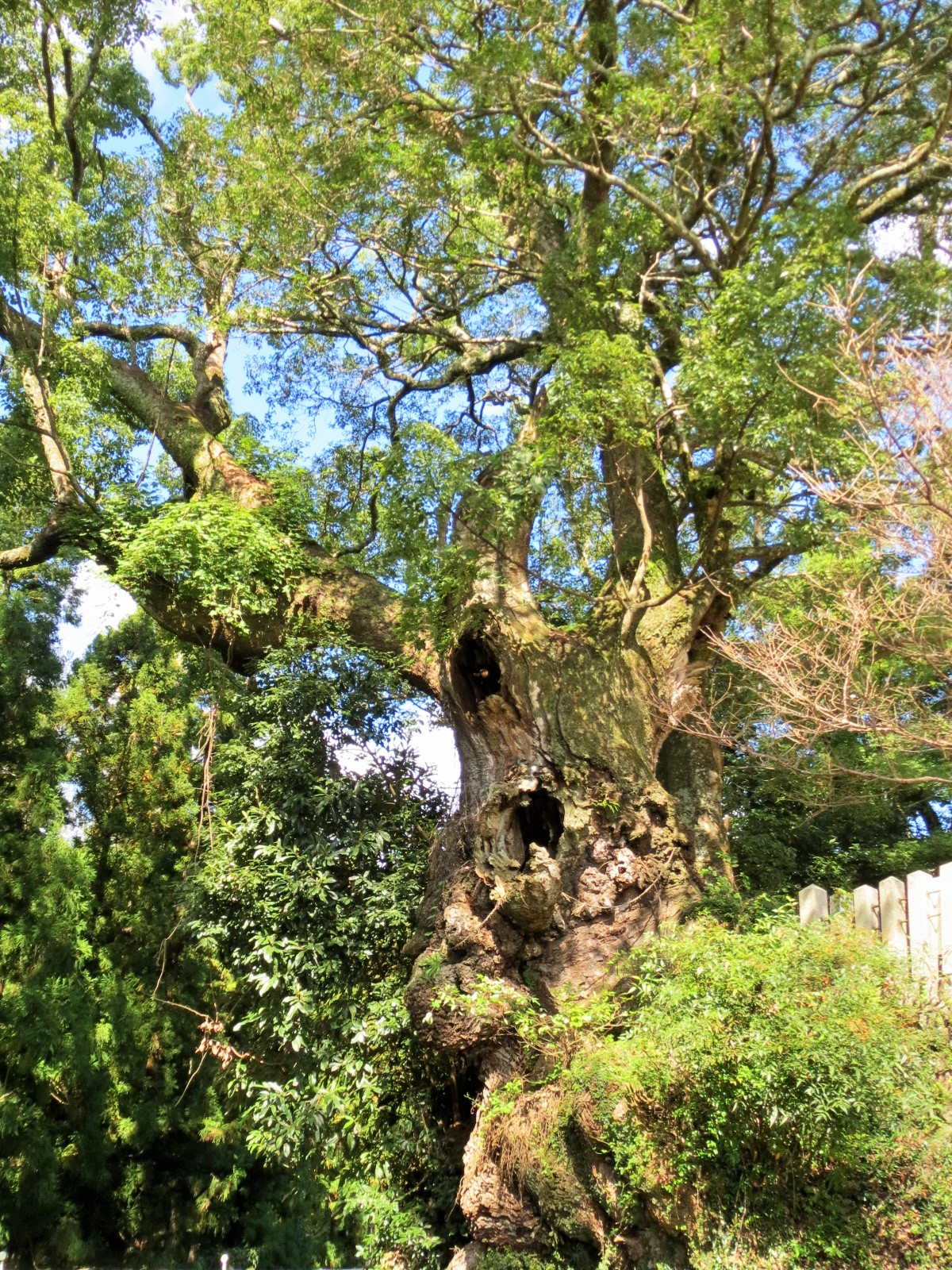
信太神社の樟樹

江戸時代後期の地誌紀伊続風土記には既に「境内に樟（クス）の大樹あり 圍三丈餘輪困陸離たり 社地の古き事知るへし」と記録がある。このクスノキは樹高約25m・幹周約7mの大樹、推定樹齢約400年の老樹だが樹上には多くの枝葉を茂らせ、樹勢はそれほど衰えていない。本幹の根元の立つ幹周2.1mのクロガネモチの壮齢樹がこのクスの根元に抱合され、完全に癒合状態になった奇観を成している。1959年（昭和34年）1月8日、県から天然記念物（信太神社の樟樹）に指定された。